# Groeve het Houbenbergske II
De Groeve het Houbenbergske II is een Limburgse mergelgroeve in de Nederlandse gemeente Eijsden-Margraten. De ondergrondse groeve ligt ongeveer 400 meter ten noordwesten van Groot Welsden aan de Hareweg en de weg Sleijpeberg. De groeve ligt midden op het Plateau van Margraten in het droogdal Sibbersloot.
Ongeveer 150 meter naar het noorden lag de Groeve het Houbenbergske I en ongeveer 600 meter naar het zuidoosten lag de groeve Groeve Groot Welsden.

## Geschiedenis
De groeve werd door blokbrekers ontgonnen voor de winning van kalksteenblokken.

## Groeve
De groeve is tegenwoordig niet meer zichtbaar doordat ze is dichtgestort.

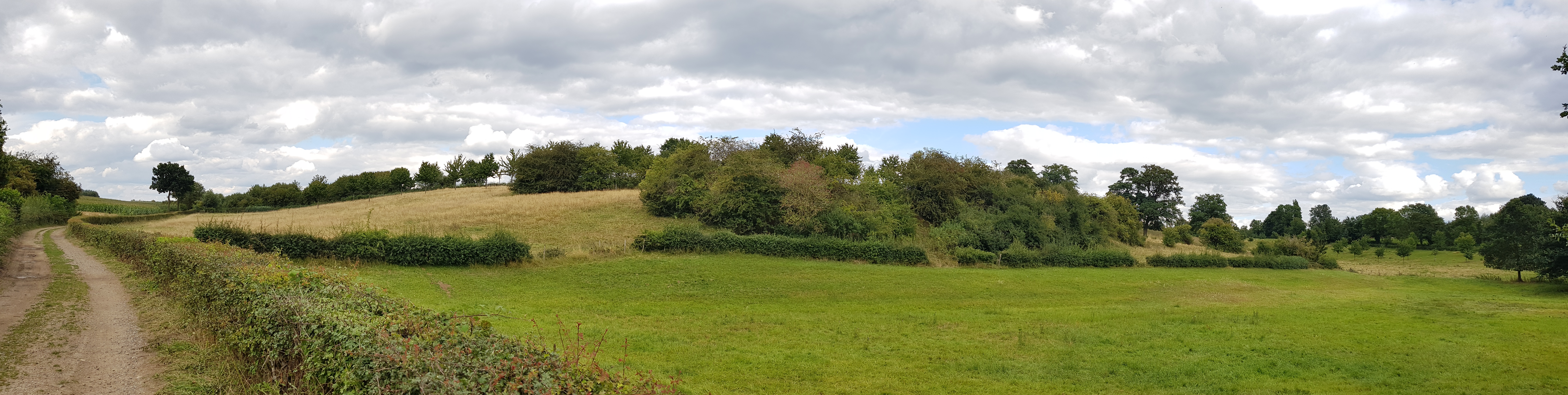